# Hugues de Saint-François
Hugues de Saint-François (mort en 1667) est un carme français, qui compte parmi les premiers historiens de la Réforme de Touraine et du sanctuaire breton de Sainte-Anne d'Auray.

## Biographie

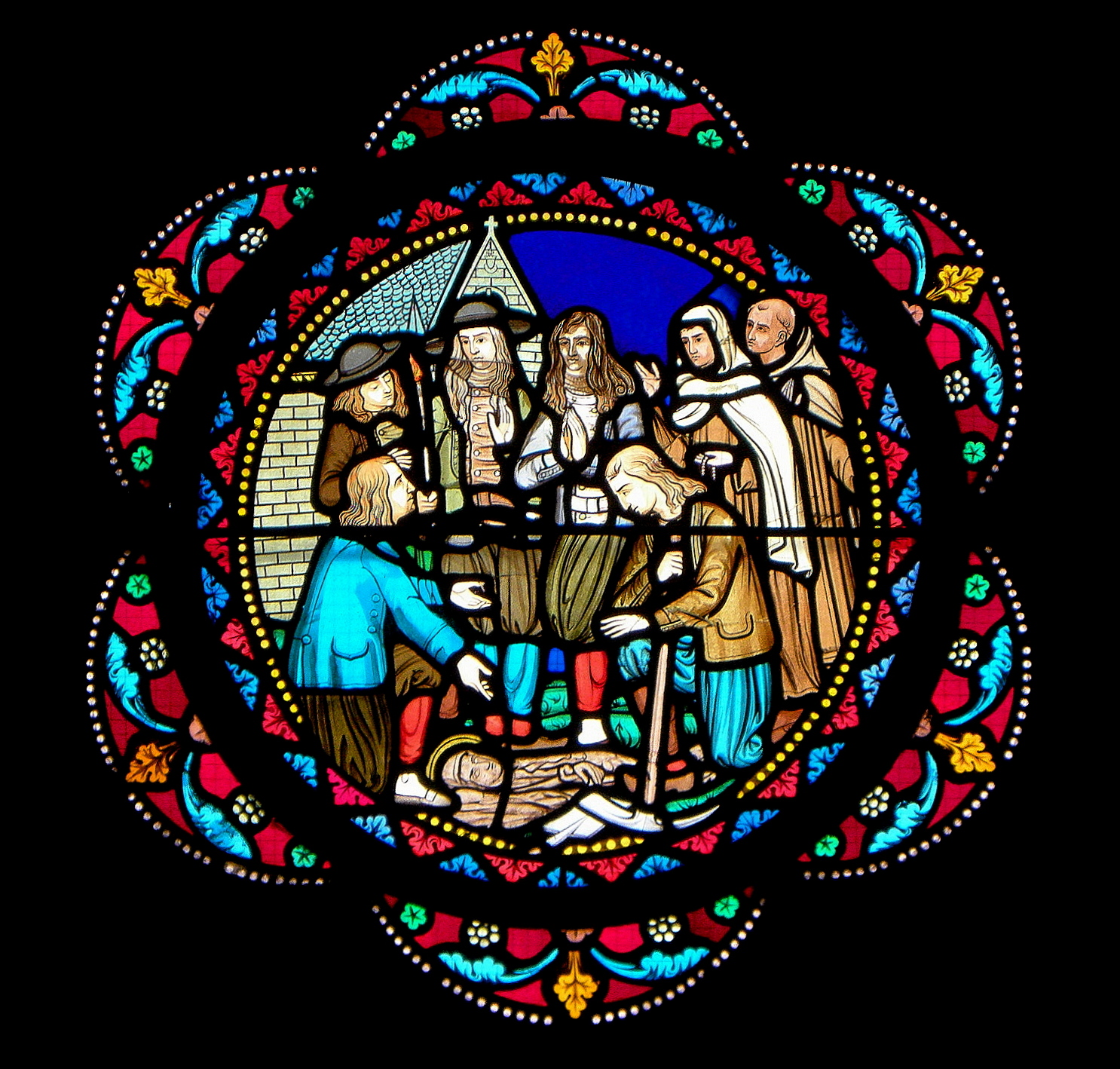
Découverte de la statue de sainte Anne d'Auray par le paysan Yves Nicolazic. Vitrail de la chapelle des Carmes à Rennes

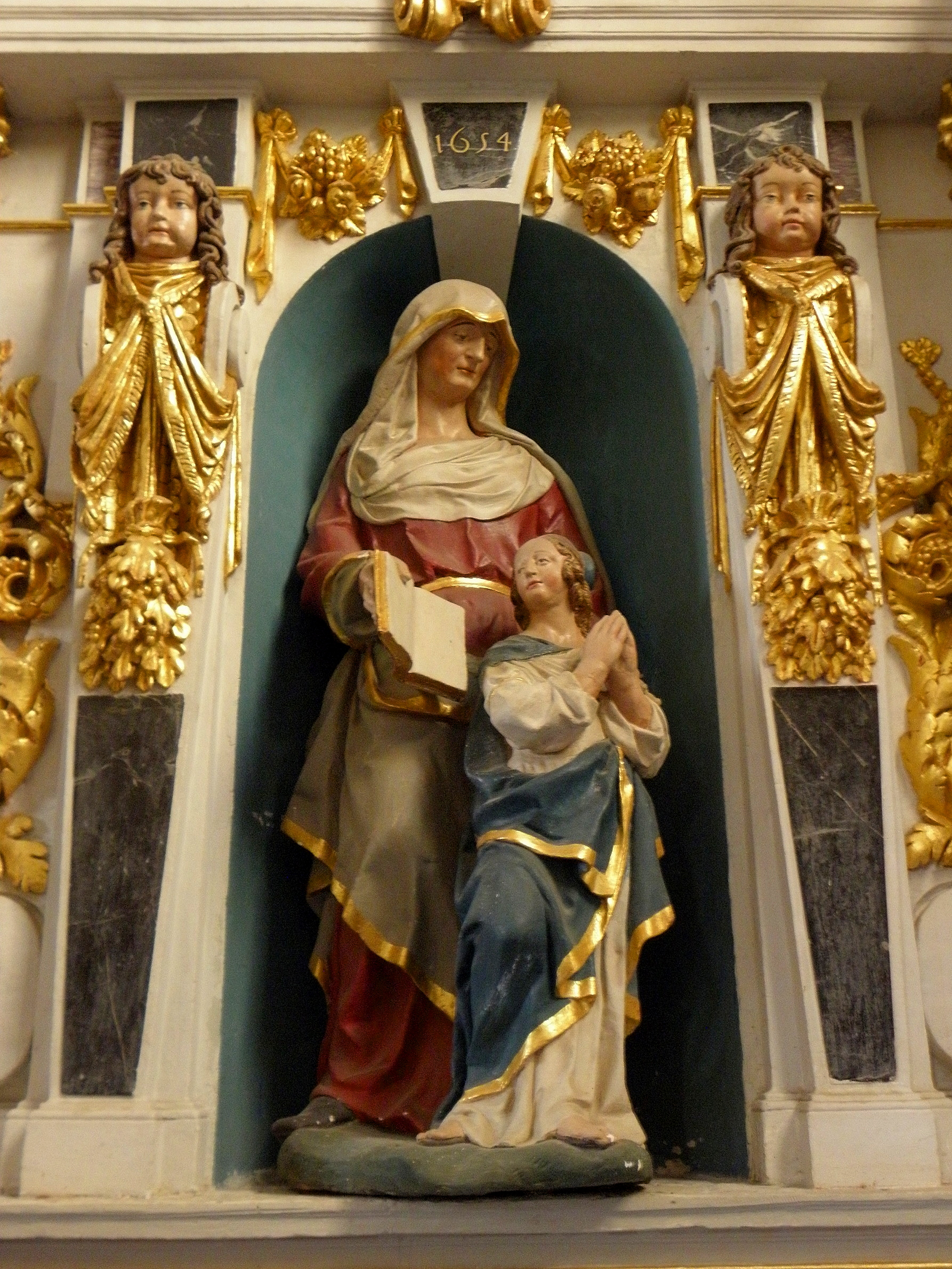
Sainte Anne, éducatrice dans la foi (Rannée, 1654)

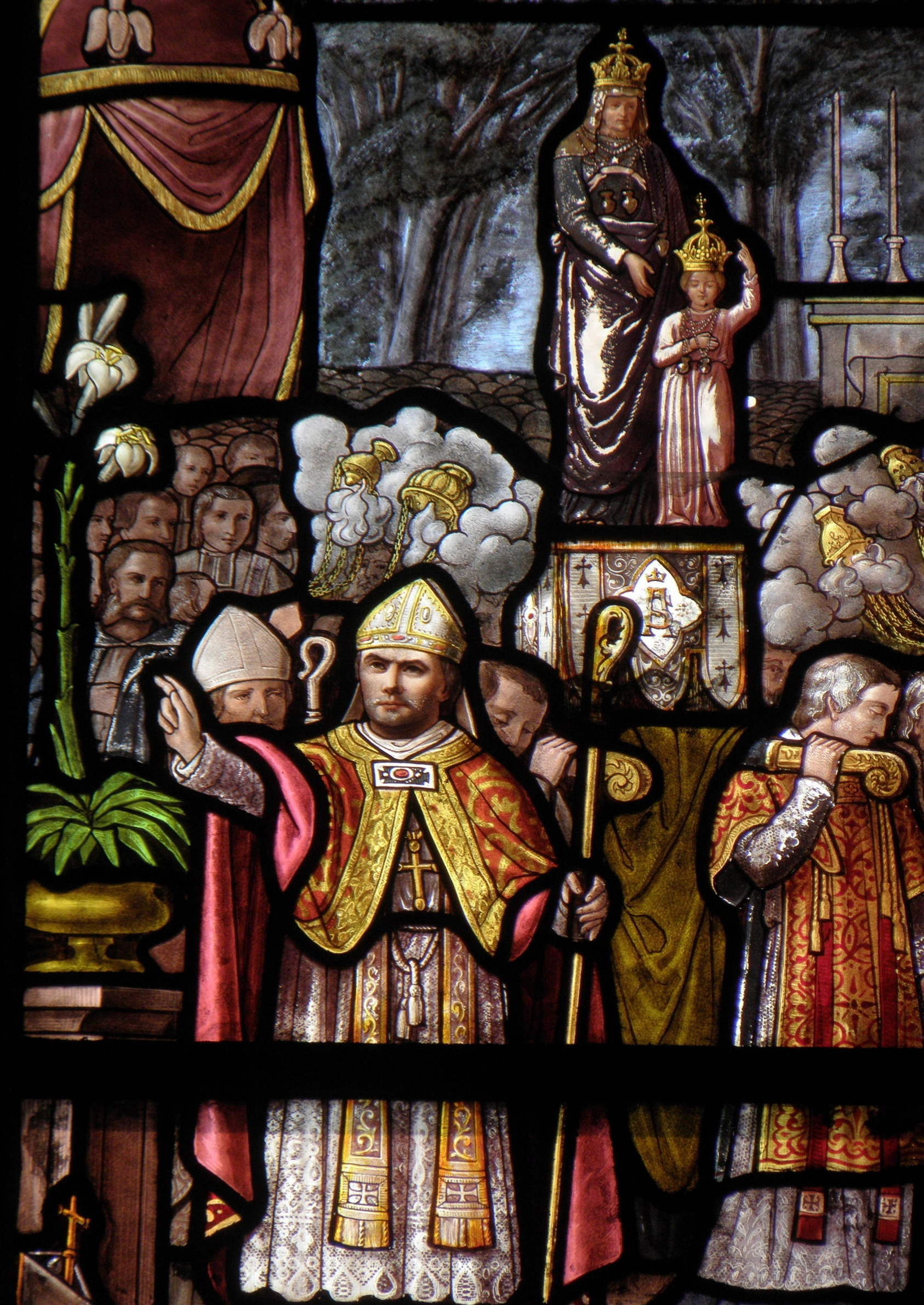
Procession de la statue de sainte Anne (Auray)

De famille angevine, Hugues est entré chez les carmes de la Réforme de Touraine, où il a fait profession, à Redon, le 16 octobre 1622. Il a exercé la charge de maître des novices durant une dizaine d'années, et celle de prieur des couvents de Ploërmel (1638), Angers (1648) et Auray (1657). En 1638, il est délégué par sa province pour régler les différends survenus entre les carmes et les carmélites des villes de Redon et Ploërmel. À cette occasion, il fait la connaissance de Gillette de Saint-François, fille spirituelle de Jean de Saint-Samson. Nommé définiteur de la province, Hugues participe à la congrégation provinciale, tenue à Redon, en 1663, avant de décéder à Angers en 1667.

## Postérité
Hugues est le premier historien du pèlerinage de Sainte-Anne d'Auray, qui avait commencé en 1623. Il décrit les apparitions, les miracles, les célébrations et les donations faites au sanctuaire, dans un ouvrage publié dès 1634, mais qui se développera au fur et à mesure des éditions. Comme celui de saint Joseph, le culte de sainte Anne traduit l'intérêt des carmes pour l'entourage familial de la Vierge Marie. Une autre de leurs préoccupations était l'orientation ascétique et mystique de la vie religieuse. C'est ainsi que, vers le milieu du siècle, Hugues dédie à la supérieure de l'abbaye Notre-Dame de la Charité de Ronceray, successivement un manuel de spiritualité, un directoire pour les novices et un recueil de méditations en latin (traduit ensuite en français). Également dans le but de proposer un modèle d'observance monastique, Hugues publie, entre 1663 et 1665, une biographie de Philippe Thibault, principal animateur de la Réforme de Touraine, qu'il avait bien connu. Faisant suivre son exposé de propos ou d'écrits du réformateur, il a le mérite d'avoir utilisé, pour cet ouvrage en deux volumes, des sources de première main et des témoignages directs, et fait suivre sa rédaction de propos ou d'écrits du réformateur.

### Œuvres
- Histoire de la célèbre... dévotion de sainte Anne, Paris, 1634; Quimper, 1635.
- La grande et miraculeuse dévotion de sainte Anne, Paris, 1636.
- Les grandeurs de sainte Anne... dans tous les états de sa vie et dans l'origine et progrez miraculeux de sa dévotion... près d'Auray, Paris et Rennes, 1657.
- Les actions religieuses et exercices de dévotion et de vertu pratiquez en esprit intérieur, Angers, 1648.
- Directoire sur la manière de bien faire les différentes actions de la journée, s. l., s. d.
- Meditationes affectivae ad perfectionem christianam acquirendam, Angers, 1658.
- Directoire spirituel des actions religieuses et exercices de dévotion qui se pratiquent dans les monastères et au monde, Paris, 1667.
- La véritable idée d'un supérieur religieux, formée sur la vie et les conduites du V. F. Philippes Thibault, réformateur en France de l'ancien ordre... du Mont-Carmel... avec les maximes et instructions spirituelles..., Angers, 1663-1665.

### Études
- A. Derville, « Hugues de Saint-François », Dictionnaire de spiritualité ascétique et mystique, Paris, Beauchesne, t. VII, 1re partie,‎ 1969, p. 900-901 (lire en ligne).